# Super Tanz E.P.
Super Tanz E.P. è un singolo dell'anno 2006 del dj Maurizio Braccagni, in arte DJ Lhasa.

## Tracce
1. Super Tanz (Ma.Bra. Edit Mix) 3:24
2. Super Tanz (Verano Punchy Radio Rmx) 2:56
3. Arms Of Heaven (Ma.Bra. Radio Mix) 3:44
4. Baby One Day (Ma.Bra. Edit Mix) 3:25
5. Super Tanz (Extended Mix) 5:01
6. Super tanz (Verano Punchy Rmx) 5:55
7. Arms Of Heaven (Club Mix) 5:10
8. Baby One Day (Extended Mix) 5:42
9. So Come With Me 5:27

## Curiosità
- Questo singolo è stato l'ultimo disco prodotto da Maurizio Braccagni con il progetto DJ Lhasa.
- All'interno vi sono alcune produzioni con sfumature musicali del genere Hands Up.